# (34128) Hannahbrown
2000 QO2 (asteroide 34128) é um asteroide da cintura principal. Possui uma excentricidade de 0.08972010 e uma inclinação de 9.32119º.
Este asteroide foi descoberto no dia 24 de agosto de 2000 por LINEAR em Socorro.